# Dicteriadidae
Dicteriadidae – rodzina ważek równoskrzydłych (Zygoptera). Obejmuje dwa gatunki występujące w Ameryce Południowej, zgrupowane w monotypowych rodzajach: 
- Dicterias Selys, 1853
  - Dicterias atrosanguinea
- Heliocharis Selys, 1853
  - Heliocharis amazona

Rodzajem typowym rodziny jest Dicterias.